# Ливийско-хорватские отношения
Ливийско-хорватские отношения — двусторонние дипломатические отношения между Ливией и Хорватией. Дипломатические отношения между двумя странами установлены 30 марта 2000 года.  Посольство Хорватии находится в Триполи (по состоянию на март 2011 года временно закрыто). У Ливии есть посольство в Загребе.
Социалистическая Федеративная Республика Югославия, частью которой была Хорватия, поддерживала хорошие отношения с Ливией при Муаммаре Каддафи. В 1989 году Каддафи приехал в Югославию  на саммит Движения неприсоединения.
Обе страны являются полноправными членами Союза для Средиземноморья. В 2003 году президент Хорватии Степан Месич совершил государственный визит в Ливию, а также в феврале 2008 года трёхдневный визит. Ранее он посещал Ливию в 1992 году. В сентябре 2010 года премьер-министр Хорватии Ядранка Косор посетила Ливию. 
Президент Месич поддерживал хорошие отношения с Муаммаром Каддафи, и в связи с гражданская война в Ливии он публично заявил, что сомневается, что «его друг» Каддафи сам приказал стрелять в демонстрантов и не будет откладывать планы посещения.  К началу марта из страны были эвакуированы более 400 граждан Хорватии.  Правительство Хорватии поддержало военное вмешательство в Ливию в 2011 году, которое началось в конце марта, и одновременно временно закрыло посольство в Триполи. Позже Месич сделал заявления, свидетельствующие о подозрениях в отношении мотивов НАТО при создании бесполётной зоны, что, в свою очередь, возмутило Министерство иностранных дел. В конце мая ливийский дипломат в Загребе сделал публичные заявления в поддержку режима Каддафи и раскритиковал Хорватию за поддержку резолюции № 1973 Совета Безопасности ООН. Министерство иностранных дел Хорватии, в свою очередь, лишило его дипломатического статуса. В конце июня Хорватия официально предоставила дипломатическое признание Национальному переходному совету Ливии.